# Chesterská katedrála

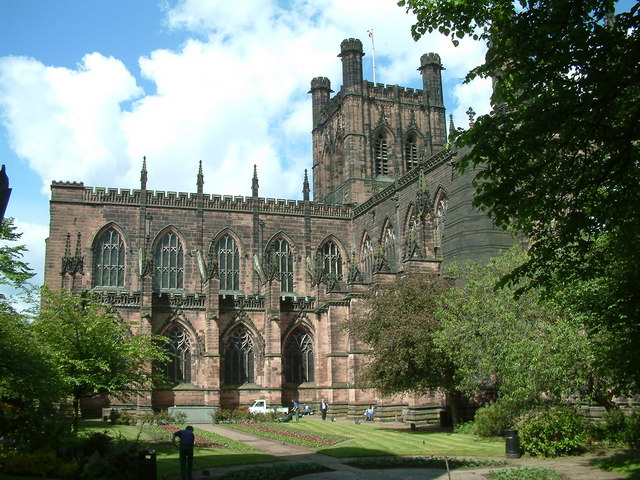
Chesterská katedrála

Chesterská katedrála je centrem anglikánské chesterské diecéze a nachází se v anglickém městě Chester. Katedrála, dříve kostel benediktýnského opatství Svaté Werburgy, je zasvěcená Ježíši Kristovi a Panně Marii. Pochází z roku 1093 i když místo kde stojí, bylo používáno pro náboženské účely již od dob vlády Římanů. Na její stavbě jsou patrné všechny slohy anglické gotiky od normanského po perpendikulární.

## Historie
Na místě kde stojí současná katedrála se v pozdním období vlády Římanů zřejmě nacházela křesťanská bazilika. Podle legendy byla zasvěcena Svatému Pavlovi a Svatému Petrovi. Tato informace je podepřena zmínkou, že v saském období bylo věnování kaple stojící na tomto místě změněno na zasvěcení Svaté Werburze. Opatství, které v tomto místě později vzniklo, bylo zničeno okolo roku 1090 a nejsou známy žádné jeho pozůstatky.

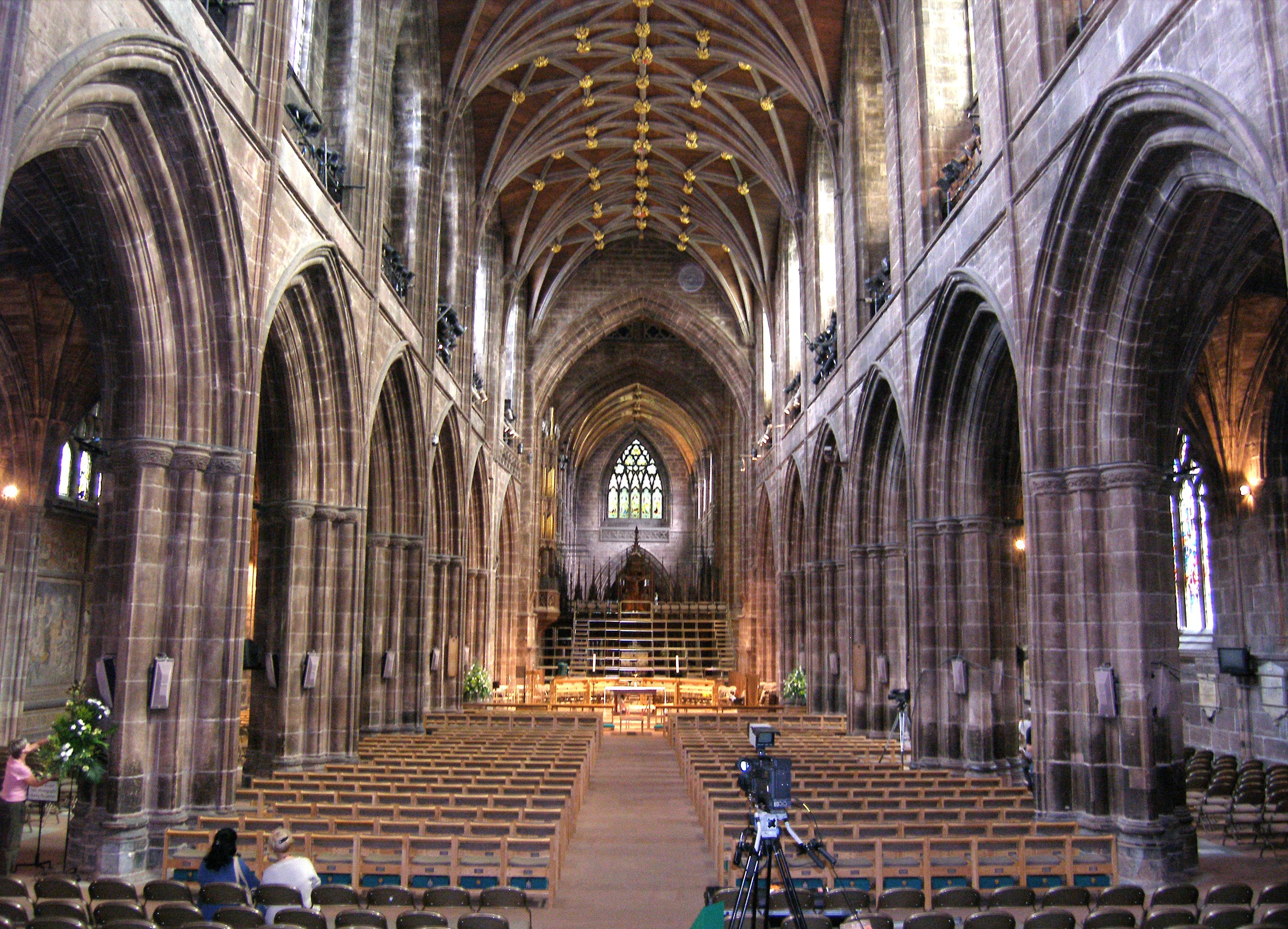
Hlavní chrámová loď katedrály

Roku 1093 byl na tomto místě zřízen benediktýnský klášter a jeho některé pozůstatky se dochovaly až do současnosti. V té době se nejednalo o katedrálu Chesterské diecéze, tou byl nedaleký kostel Jana Křtitele. Roku 1538, v době rušení anglických klášterů, byl rozpuštěn i tento klášter. Roku 1541 se opatství Svaté Werburgy stalo na příkaz Jindřicha VIII. anglikánskou katedrálou. V té samé době byla zasvěcena Ježíši Kristovi a Panně Marii.
Zatímco pozůstatky kostela z 10. století se nedochovaly, jsou některé části benediktýnského kláštera viditelné do současnosti. Kostel opatství byl rozsáhle přestavěn v gotickém slohu v 13. a 14. století. V době rušení klášterů byla dokončena stavba křížové chodby, hlavní věže a nové jižní příčné lodi v perpendikulárním slohu.
Roku 1636 se prostor pod jihozápadní věží začal používat jako biskupská konzistoř. K tomuto účelu byl vybaven odpovídajícím nábytkem a je v současnosti unikátní dochovanou památkou takovéhoto prostoru. Do roku 1881 se jižní křížová chodba pro svou rozsáhlost využívala jako farní kostel Svatého Osvalda.
I když v 17. století docházelo k dovybavení místností nábytkem, další stavební práce na dostavbě již nebyly prováděny. V 19. století si stav poškozených a neudržovaných budov vyžádal rekonstrukci, která byla řízena architektem Georgem Gilbertem Scottem. V letech 1973 až 1975 byla postavena zastřešená zvonice.

## Architektura
Pro stavbu katedrály byl použit pískovec, který je dobře zpracovatelný pro vytváření detailů soch a ornamentů ale snáze podléhá působení povětrnostních podmínek. Podobně jako jiné stavby z pískovce je Chesterská katedrála jednou z nejvíce restaurovaných anglických katedrál.

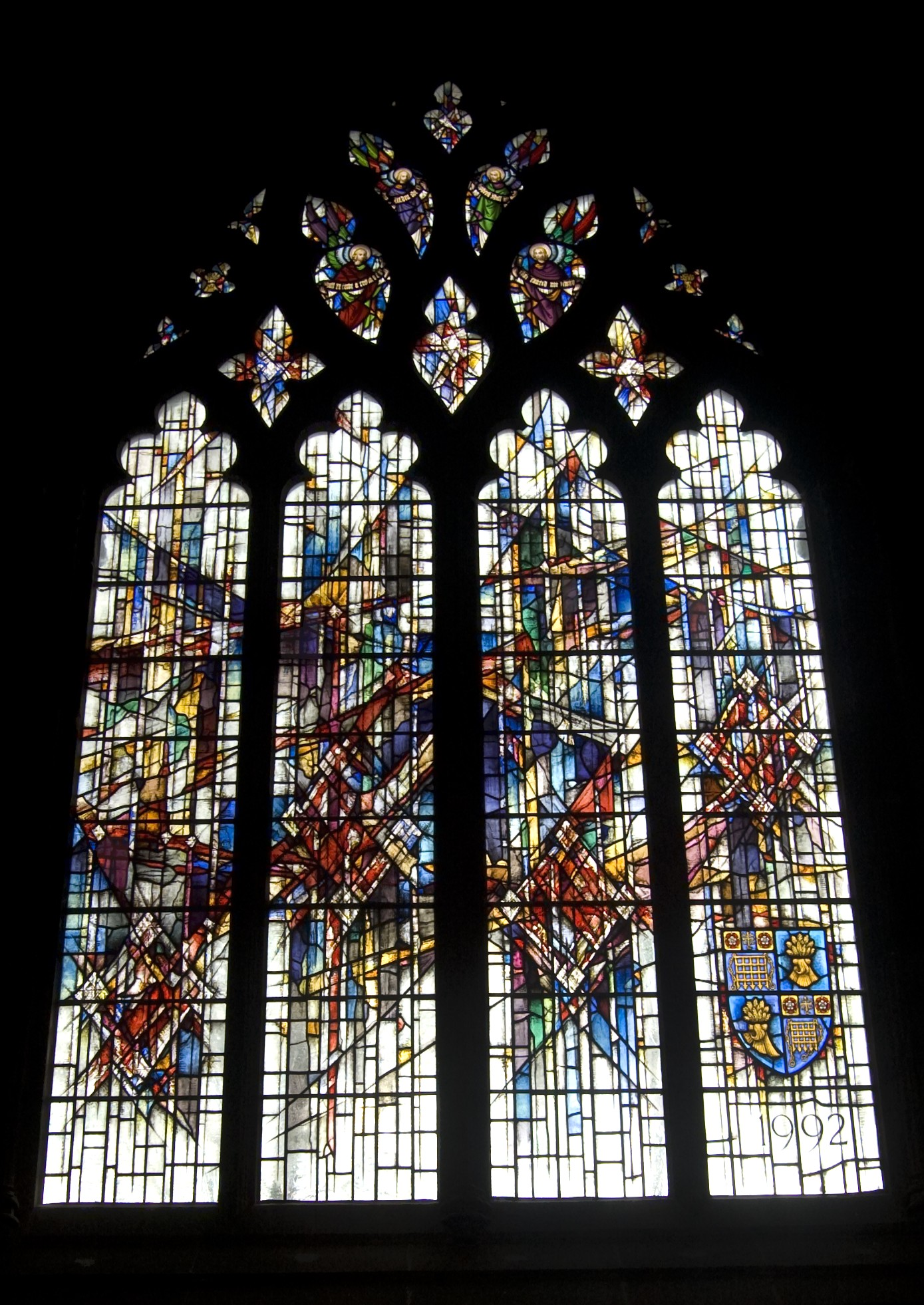
Westminstersské okno katedrály

Pozůstatky normanského slohu jsou viditelné na severní křížové chodbě na obloucích chodby vedoucí do sakristie. Dalším příkladem je západní věž a spodní část severní zdi hlavní chrámové lodi.
Budova kapituly postavená v raně gotickém slohu v letech 1230 až 1265 má obdélníkový tvar a tvoří vstup do severní příčné chrámové lodi. V podobném slohu je postavená i kaple ve východním křídle pocházející z období let 1265 až 1290. Její zvláštností v rámci katedrály je to, že má kamenný strop (ostatní místnosti jsou zakryty dřevěnými).
Kůr, skládající se z pěti arkýřů, byl postaven v letech 1283 až 1315. Je příkladem raného dekorativního slohu. Východní část lodi kůru obsahuje kapli Svatého Werburga. Stavby hlavní chrámové lodi a jižní příčné lodi byla zahájena roku 1323. Stavební práce byly přerušeny roku 1375 z důvodu morových nákaz. Obnovení stavebních činností na hlavní lodi bylo zahájeno roku 1485. Její dostavba zachovávala charakter původního návrhu. Strop hlavní chrámové lodi je dřevěný, imitující kámen a má hvězdicovitý tvar.
V letech 1493 až 1525 byla dokončena stavba jižní chrámové lodi v perpendikulárním slohu (pozorovatelný hlavně na oknech nadstavby lodi). V té době byla také postavena hlavní věž, jihovýchodní vstup a podloubí. Hlavní věž, vysoká 39 m je vybavena velkými okny osvětlujícími vnitřní prostor katedrály. Její vzhled byl doplněn v 19. století o věžičky s cimbuřím Georgem Gilbertem Scottem.
Vzhledem k poškození parlamentaristickými vojsky v době občanské války pochází většina výzdoby mozaikových oken z 19. století a několik z nich (okna refektáře) bylo vytvořeno dokonce roku 2001.